# Sberbank

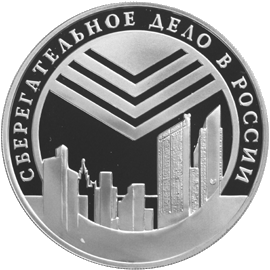
«Sberbank»

Sberbank este o bancă de stat, cea mai mare din Rusia.
În prezent (iunie 2010), banca are o capitalizare de 54 de miliarde de dolari și controlează circa un sfert din activele bancare din Rusia.
În iulie 2011, Sberbank a semnat un memorandum cu Volksbank Internațional pentru a cumpăra unitățile din Europa de Est ale grupului austriac.